# سربازان بوفالو (فیلم)
سربازان بوفالو (به انگلیسی: Buffalo Soldiers) فیلمی محصول سال ۲۰۰۱ و به کارگردانی گرگور جوردن است. در این فیلم بازیگرانی همچون واکین فینیکس، اد هریس، آنا پاکوین، اسکات گلن، هالوک بیلگینر، گابریل مان، الیزابت مک‌گاورن، مایکل پنیا، لیون رابینسون، دین استاکول، برایان دلات، ادریس البا و گلن فیتزجرالد ایفای نقش کرده‌اند.